# Goffredo Mameli
Goffredo Mameli, italijanski nacionalist, pesnik in pisatelj, * 5. september 1827, Genova, † 7. julij 1849, Rim, Italija)
Mameli je napisal pesem Inno di Mameli (Mamelijeva himna), ki je postala italijanska himna.